# حمدي البطران
حمدي البطران (02 أكتوبر 1950) هو كاتب مصري.

## حياته ونشأته
حاصل على بكالوريوس الهندسة 1973، وليسانس القانون، وليسانس علوم الشرطة.

## مؤلفات
| الاسم                                  | دار النشر                             | تاريخ النشر | عدد الصفحات | ردمك ISBN            | المصدر               |
| -------------------------------------- | ------------------------------------- | ----------- | ----------- | -------------------- | -------------------- |
| يوميات ضابط في الأرياف                 | دار الهلال                            | 2012        | 205         |                      | [ 4 ] [ 5 ] [ 6 ]    |
| خريف الجنرال                           | دار الهلال                            | 2005        | 346         | (ردمك 9770711462)    | [ 7 ] [ 8 ] [ 9 ]    |
| مصر بين الرحالة والمؤرخين              | الهيئة العامة لقصور الثقافة - القاهرة | 2009        | 192         | (ردمك 9789774794269) | [ 10 ]               |
| كل شيء هادئ في الجنوب                  | الهيئة المصرية العامة للكتاب          | 2014        | 296         | (ردمك 9789774487774) | [ 11 ] [ 12 ]        |
| تأملات في عنف وتوبة الجماعات الإسلامية | دار الهلال                            | 2011        | 239         | (ردمك 9789774900877) | [ 13 ] [ 14 ] [ 15 ] |
| الأمن من المنصة إلى الميدان            | دار العين                             | 2013        | 360         | (ردمك 9789774902000) | [ 16 ] [ 17 ] [ 18 ] |
| المصفقون                               | الهيئة المصرية العامة للكتاب          | 1991        |             |                      | [ 19 ] [ 20 ]        |
| أيام هناك                              | دار بدائل                             | 2017        | 221         | (ردمك 9789776507289) | [ 21 ] [ 22 ] [ 23 ] |
| يوميات ضابط في الأرياف                 | دار غراب للنشر و التوزيع              | 2018        | 336         | (ردمك 9789777861212) | [ 24 ] [ 25 ] [ 26 ] |
| ذكريات منسية                           | دار الهلال                            | 2011        | 108         | (ردمك 9789770715018) | [ 27 ] [ 28 ] [ 29 ] |
| وفاة أمين الحزب                        | دار العين للنشر                       | 2018        | 206         | (ردمك 9789774904967) | [ 30 ] [ 31 ]        |
| الملف القبطي                           | دار الثقافة الجديدة                   | 2015        | 259         | (ردمك 9789772212057) | [ 32 ] [ 33 ]        |
| صدام حسين افراح ونكبات                 | دار غراب للنشر والتوزيع               | 2019        | 251         |                      | [ 34 ]               |
| واقع الشباب في القرن 21                | السعيد للنشر والتوزيع                 | 2020        | 106         |                      | [ 35 ]               |
| القاهرة -أسيوط                         | مؤسسة دار الهلال                      | 2017        |             |                      | [ 36 ]               |
| محاكمة رواية                           | دار الثقافة الجديدة                   | 2016        |             |                      | [ 37 ]               |
| إغتيال مدينة صامته                     | الهيئة المصرية العامة للكتاب          | 1993        |             |                      | [ 38 ]               |

## جوائز
- الجائزة الأولى لنادى القصة المصري في الرواية 1991.
- جائزة إحسان عبد القدوس في الرواية 1994.
- جائزة إحسان عبد القدوس في الرواية 1996.[3]

## شهادات التقدير
- شهادة تقدير من نادى القصة 1991.
- شهادة تقدير من لجنة جائزة إحسان عبد القدوس.
- ميدالية المجلس الأعلى للثقافة 1998.
- درع الهيئة العامة لقصور الثقافة 1999.[3]